# Паттантьюш-Абрахам, Геза
Геза Паттантьюш-Абрахам (венг. Pattantyús-Ábrahám Géza; 11 декабря 1885, Шельмецбанья Австро-Венгрия (ныне Банска-Штьявница, Словакия) — 29 сентября 1956, Будапешт) — венгерский учёный, инженер-машиностроитель. Педагог, профессор (с 1930), доктор технических наук (1912). Член-корреспондент Венгерской академии наук. Лауреат Государственной премии Венгрии им. Кошута (1952).

## Биография
Армянского происхождения. В 1903 г. окончил Королевскую католическую гимназию в Будапеште. В 1907 г. получил диплом инженера-машиностроителя и начал заниматься преподавательской деятельностью в Техническом университете Будапешта, читал курс лекций по конструкции машин. Здесь стал одним из ведущих наставников студенческой молодёжи.
За счёт средств одной из фирм в 1910 отправился в научную поездку в Германию, Англию, Бельгию и США. С 1912 г. — приват-доцент Будапештского технического университета, с 1930-го — профессор.

## Научная деятельность
Оставил большое научное и инженерное наследие. Им предложен метод расчета колпаков поршневых насосов и названный его именем метод расчета разгрузочных дисков центробежных насосов.
Занимался исследованиями по созданию теоретических основ и метода расчета гидротаранных насосов и в области движения жидкостей в бетонных каналах и лотках.
В последние годы жизни ученый проводил исследования в области пневматического транспорта крупнофракционных и сыпучих материалов.
Наряду с плодотворной научно-педагогической деятельностью Паттантьюш проявил себя талантливым практиком. Так, с 1909 по 1930 годы он руководил работами по проектированию электроснабжения ряда городов Венгрии.
Вёл работы по использованию месторождения природного газа в районе Хайдусобосло.
Занимался конструированием насосов и другого гидравлического оборудования, принимал участие в сооружении разных насосных станций.
Автор 36 книг и 85 статей, трудов, освещающих вопросы подготовки инженеров в высших учебных заведениях. Наиболее известны его монографии «Учение о потоках» и «Курс эксплуатации машин». Первая переиздавалась в 1951-м и 1959-м годах, вторая выдержала девять переизданий.
Труды венгерского ученого изданы на русском, английском, немецком и французском языках.
Он был редактором «Справочника инженера», за что в 1937 году был удостоен золотой медали Общества инженеров Венгрии.
В период с 1928 по 1950 год редактировал журналы «Техника», «Венгерская техника» и «Известия политехнического института».

## Память
- Научное общество машиностроителей Венгрии учредило в 1957 году ежегодную премию имени Паттантьюша.
- В память об учёном почта Венгрии выпустила в 1960 г. в серии “Деятели мировой культуры и науки” марку с портретом Паттантьюша.